# Burgstall Gschlößl
Der Burgstall Gschlößl ist eine abgegangene mittelalterliche Höhenburg auf 632 m ü. NHN 420 m südlich von Kutterling, heute einem Gemeindeteil der Gemeinde Bad Feilnbach im Landkreis Rosenheim von Bayern. Er wird als Bodendenkmal unter der Aktennummer D-1-8238-0150 als „Burgstall des hohen oder späten Mittelalters (‚Gschlößl‘)“ geführt.
Der Burgstall ragt ca. 10 m von der Umgebung auf. Seine Ausmaße betragen ca. 80 m in Nord-Süd-Richtung und 65 m in Ost-West-Richtung. Über ihn ist weiter nichts bekannt. 